# Anthem of the Sun
Anthem of the Sun ist das zweite Studioalbum der Band Grateful Dead.

## Entstehungsgeschichte
Das Album wurde von September 1967 bis März 1968 in verschiedenen Tonstudios aufgenommen. Das erste war das American Studios in Nord Hollywood. Als Produzent konnte wieder David Hassinger gewonnen werden, der schon ihr Debütalbum The Grateful Dead produziert und auch mit Rolling Stones und Jefferson Airplane gearbeitet hat. Mit dem zweiten Album versuchte die Band, ihre Songs soaufzunehmen, wie sie sie sonst bei Live-Shows spielten, da dies ihnen bei ihrem Debütalbum nicht gelang.
Im Dezember 1967 wechselte die Band zu zwei weiteren Tonstudios in New York City. Zu dieser Zeit sprang Hassinger von der Albumproduktion ab, da ihm der Vorgang nicht schnell genug lief. Erst ein Drittel des Albums war zu diesem Zeitpunkt aufgenommen. Insbesondere die Experimente von Bob Weir hinsichtlich Sound und Ton und seine Fragen, wie man das dem Stil der Band anpassen könnte, veranlassten Hassinger zu dem Kommentar, dass niemand von der Band wirklich singen könne und keiner von ihnen wisse, was sie da eigentlich machen. Jerry Garcia kommentierte dies damit, dass die Band selbst lernen wolle, wie man in einem Studio arbeitet, damit man in Zukunft selbst diese Arbeit erledigen könne.
Grateful Dead entschloss sich, das Album ohne Producer aufzunehmen, wechselte zu einem Studio in San Francisco und nahm das Album mithilfe des Tontechnikers Dan Healy selbst auf. Ebenfalls an den Aufnahmen beteiligt waren der der Band seit den Anfangsjahren verbundene Tontechniker Bob Matthews und die spätere Live-Aufnahmetechnikerin der Grateful Dead, Betty Cantor-Jackson.
Zwischen den Aufnahmen in Nord-Hollywood und New York gab die Band Live-Konzerte, um die neuen Songs zu erproben. Die Mitschnitte von diesen Konzerten wurden von Garcia, Lesh und Healy ausgewertet und in den bereits aufgenommenen Songs eingearbeitet, um somit die typische Live-Atmosphäre der Band zu schaffen.
Im Zuge der Überarbeitung des Albums wurde Tom Constanten in die Band genommen, der bei einigen Liedern Klavier spielen sollte. Constantens Klavierspiel fiel weitgehend nur bei Studioalben auf und ging bei Live-Auftritten unter, aber seine Experimente mit dem Klavier und dem Keyboard sorgte auf dem Album für eine besondere Note im Sinne des Psychedelic Rock. Die Band nutzte die Möglichkeiten des Studios aus und benutzte mehr Instrumente, als es auf der Bühne möglich gewesen wäre. Mithilfe von unterschiedlichen Instrumenten wie Kazoos, Schlaginstrumenten, Cembali, Pauken, Güiros und Trompeten versuchte die Band ihre Vorstellung von Psychedelic Rock zu kreieren. Garcia verglich dies mit einer musikalischen Collage.
Um mehr Geld vom Label zu bekommen, musste der erste Track des Albums, That's It For The Other One, in vier Songs aufgeteilt werden. Robert Hunter, langjähriger Freund von Garcia und zukünftiger Mit-Songwriter von Grateful Dead, unterstützte Lesh und Pigpen bei der Lyrik zum Song Alligator.
Der damalige Vorsitzende von Warner Bros., Joe Smith, beurteilte Anthem of the Sun als das unvernünftigste Projekt, an dem sich Warner Bros. jemals freiwillig beteiligt habe.
Die ersten Schallplatten waren mit dem Schriftzug „The faster we go, the rounder we get“ versehen, der sich im Mittelkreis um Labelaufkleber befand.
1972 wurde das Album erneut in einer überarbeiteten Version mit derselben Produktnummer (#WS-1749) herausgegeben. Der einzige Unterschied zwischen der alten und neuen LP sind die Buchstaben „RE“ nach der Masternummer bei der Neuauflage.
1997 wurde die DVD Anthem to Beauty veröffentlicht, welche eine Zusammenstellung von Anthem of the Sun und American Beauty mit Kommentaren zu deren „Making of“ enthält.
2001 wurde eine überarbeitete Version der fünf Lieder und vier Zusatzliedern von Rhino Records für das Boxset The Golden Road (1965-1973) auf den Markt gebracht, die dann auch 2003 als einzelne CD veröffentlicht wurden.

## Erfolge
Rolling Stone wählte das Album auf Platz 287 von  The 500 Greatest Albums of All Time.
In den Billboard Charts erreichte das Album den Platz 87.

## Trackliste

### 1968 LP

#### Seite eins
1. That's It for the Other One – 7:40:
  - Cryptical Envelopment (Jerry Garcia)
  - Quadlibet for Tender Feet (Jerry Garcia, Bill Kreutzmann, Phil Lesh, Ron McKernan, Bob Weir)
  - The Faster We Go, The Rounder We Get (Bill Kreutzmann, Bob Weir)
  - We Leave the Castle (Tom Constanten)
2. New Potato Caboose (Phil Lesh, Robert Petersen) – 8:26
3. Born Cross-Eyed (Bob Weir) – 2:04

#### Seite zwei
1. Alligator (Phil Lesh, Ron McKernan, Robert Hunter) – 11:20
2. Caution (Do Not Stop on Tracks) (Jerry Garcia, Bill Kreutzmann, Phil Lesh, Ron McKernan, Bob Weir) – 9:37

### 2003 CD
1. That's It for the Other One – 7:40:
  - Cryptical Envelopment (Jerry Garcia)
  - Quadlibet for Tender Feet (Jerry Garcia, Bill Kreutzmann, Phil Lesh, Ron McKernan, Bob Weir)
  - The Faster We Go, The Rounder We Get (Bill Kreutzmann, Bob Weir)
  - We Leave the Castle (Tom Constanten)
2. New Potato Caboose (Phil Lesh, Robert Petersen) – 8:26
3. Born Cross-Eyed (Bob Weir) – 2:04
4. Alligator (Phil Lesh, Ron McKernan, Robert Hunter) – 11:20
5. Caution (Do Not Stop on Tracks) (Jerry Garcia, Bill Kreutzmann, Phil Lesh, Ron McKernan, Bob Weir) – 9:37
6. Alligator (live) (Phil Lesh, Ron McKernan, Robert Hunter) – 18:43
7. Caution (Do Not Stop on Tracks) (live) (Jerry Garcia, Bill Kreutzmann, Phil Lesh, Ron McKernan, Bob Weir) – 11:38
8. Feedback (live) (Grateful Dead) – 4:01
9. Born Cross-Eyed (single version) (Bob Weir) – 2:55